# The Giancana Story
The Giancana Story jest trzecim studyjnym albumem amerykańskiego rapera Kool G Rap. Został wydany 12 listopada, 2002 roku nakładem wytwórni Koch Records. Album zadebiutował na 63. miejscu na Billboard Hot R&B/Hip-Hop Songs.

## Lista utworów
| #  | Tytuł                 | Wykonawcy                         | Producent (ci)           |
| -- | --------------------- | --------------------------------- | ------------------------ |
| 1  | "Thug for Life"       | Kool G Rap                        | Young Lord               |
| 2  | "Where You At?"       | Kool G Rap, Prodigy (z Mobb Deep) | Bink!                    |
| 3  | "Holla Back"          | Kool G Rap, AZ, Tito, Nas         | Buckwild                 |
| 4  | "It's Nothing"        | Kool G Rap, Joell Ortiz           | Ghetto Professionals     |
| 5  | "Drama (Bitch Nigga)" | Kool G Rap                        | Amar                     |
| 6  | "Thug Chronicles"     | Kool G Rap, Havoc (z Mobb Deep)   | FB, Ghetto Professionals |
| 7  | "Blaze Wit Y'all"     | Kool G Rap, Jinx da Juvy          | Rockwilder               |
| 8  | "Black Widow"         | Kool G Rap                        | Jaz-O                    |
| 9  | "Fight Club"          | Kool G Rap, Shaqueen              | Franky "Nitty" Pimental  |
| 10 | "My Life"             | Kool G Rap                        | Mike Heron, V.I.C.       |
| 11 | "Good Die Young"      | Kool G Rap                        | Young Lord               |
| 12 | "The Streets"         | Kool G Rap                        | Buckwild                 |
| 13 | "Gangsta Gangsta"     | Kool G Rap, 5 Family Click        | Dr. Butcher              |
| 14 | "My Life (Remix)"     | Kool G Rap, Capone-N-Noreaga      | Mike Heron, V.I.C.       |